# 聖冏

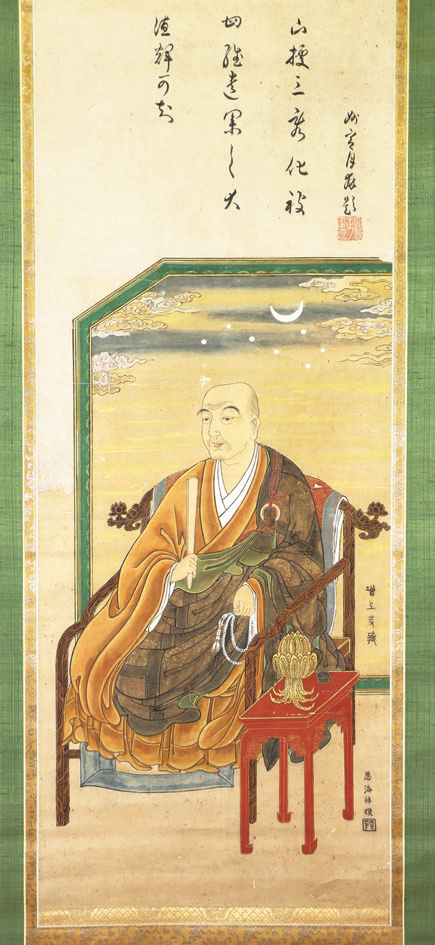
聖冏上人像（忍海筆、増上寺蔵）

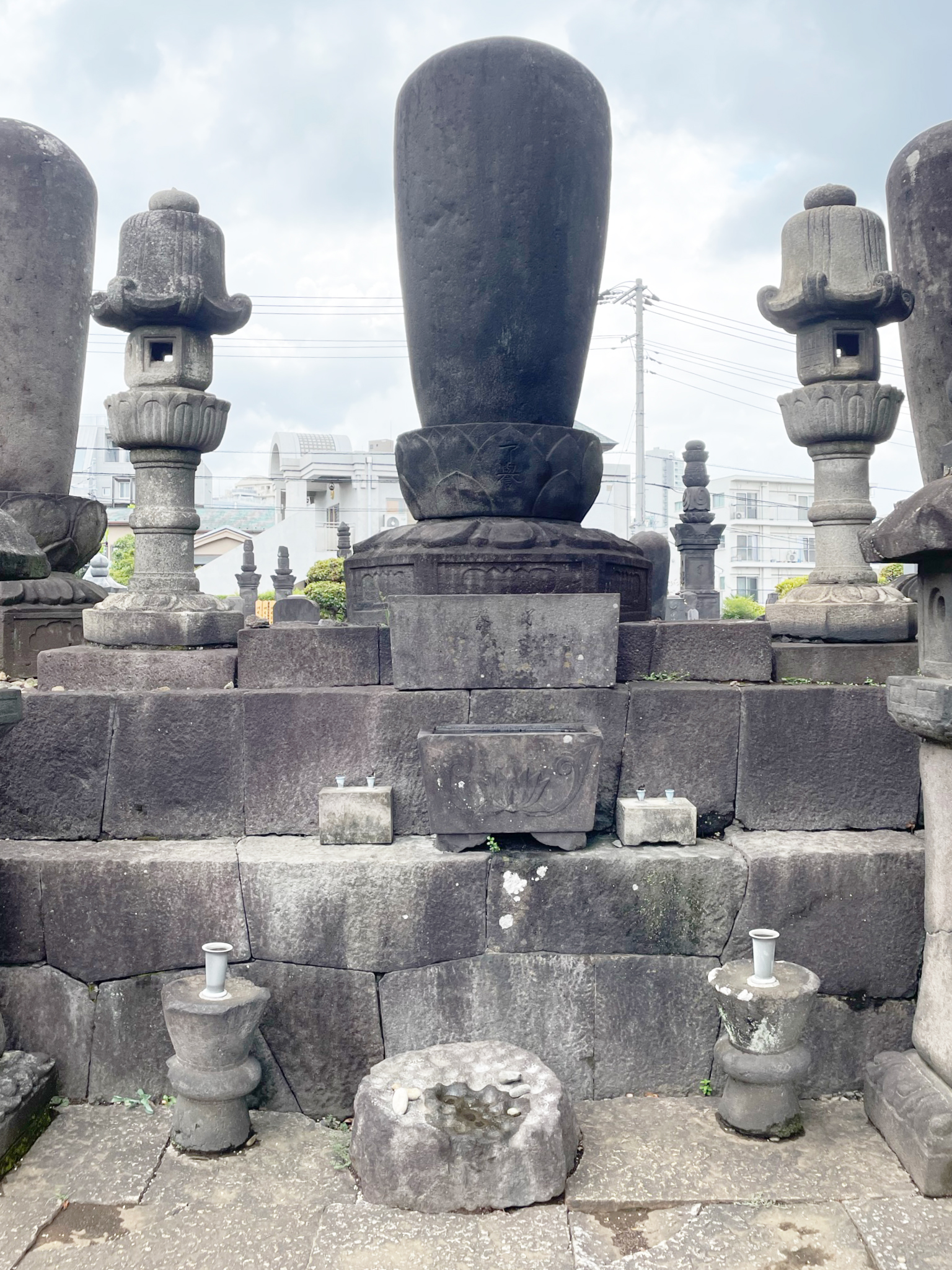
東京・伝通院の墓（2023）

聖冏（しょうげい、興国2年/暦応4年10月15日（1341年11月24日）- 応永27年9月27日（1420年11月3日））は、南北朝時代から室町時代中期にかけての僧。浄土宗（鎮西義）第7祖。号は酉蓮社了誉（ゆうれんじゃりょうよ）。
常陸国・椎尾氏の出身。同国瓜連常福寺の了実について出家し、同国太田法然寺の蓮勝に師事した。浄土教を中心に天台・密教・禅・倶舎・唯識など広く仏教を修めた。宗徒養成のために伝法の儀式を整備し、五重相伝の法を定めた。神道・儒学・和歌にも精通し『古今集序註』『麗気記拾遺抄』を著している。
門弟に聖聡・良肇・了知などがおり、第8祖となった聖聡とともに、浄土宗鎮西義を教学面から興隆した人物として評価される。また、江戸小石川伝通院を開創したことでも知られる。